# 王诩文

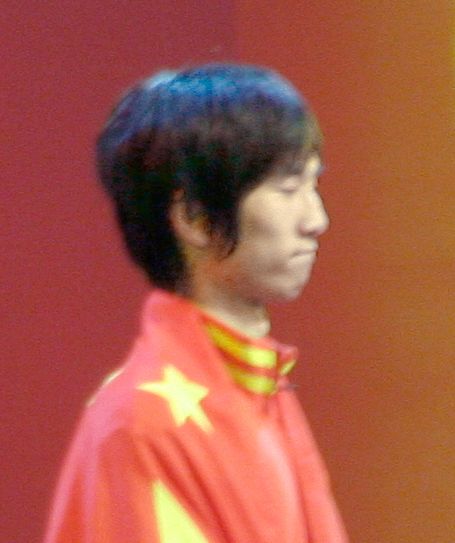
2009年的王诩文

王诩文（Infi，1989年9月14日—），陕西商南县人，现居住于上海市。是中国知名电子竞技《魔兽争霸III》项目选手，曾效力于We、Tyloo、RW战队，因其擅长人族（hum），以其战术特点获得“塔魔”称号。其在2009年11月11日至15日于四川成都举办的2009年度世界电子竞技大赛（WCG 2009）中首夺《魔兽争霸III》项目冠军，这是中国继2005年和2006年后第三次获得WCG《魔兽争霸III》冠军。

## 战队
- Lion战队
- World Elite(简称WE)战队
- Tyloo战队
- RogueWarriors(简称RW)战队[5]

## ID
WE.Infi、WE.PEPSI.Infi、WE.GIGABYTE.Infi、Tyloo.Infi、RW.Infi。

## 所获荣誉
2006年：GGCup第二周冠军、WCG2006西安赛区冠军
2007年：IEF2007中韩对抗赛冠军、IEST2007职业大师赛中国区冠军、G联赛第二赛季团体冠军（WE.08)、G联赛第三赛季团体冠军(WE)、Super Wednesday2007总冠军、WCG2007中国区外卡赛冠军、可口可乐杯中国区冠军
2008年：KODE5中国区魔兽项目总冠军、DCupII总决赛冠军、NSL2总决赛亚军、KODE5世界总决赛魔兽项目冠军、WC3L常规赛MIP,MVP选手、2008年 IEF 中国区总冠军、ROTK王者之路团队总冠军、WCG2008中国区总决赛季军
2019年：2019年WCG魔兽争霸3总冠军